# Elecciones estatales de Nueva Gales del Sur de 1901
Las elecciones estatales de Nueva Gales del Sur de 1901 se realizaron el 3 de julio del mencionado año con el objetivo de elegir, mediante escrutinio mayoritario uninominal, a los 125 escaños de la Asamblea Legislativa. Fue la primera elección desde la promulgación de la constitución del 1 de enero de 1901, que establecía un estado federal entre las seis colonias británicas ubicadas en el continente, siendo Nueva Gales del Sur reformada como un estado de la naciente confederación.
La Ley de Electorados Parlamentarios de 1893 había conferido el derecho de votar a todos los sujetos británicos varones mayores de 21 años que residían en Nueva Gales del Sur por un año o más. Los partidos políticos se reformaron al mismo tiempo que la constitución, por lo que el Partido Proteccionista y el Partido del Libre Comercio se convirtieron en el Partido Progresista y el Partido de la Reforma Liberal. La legislatura colonial, decimonovena y última, fue disuelta el 11 de junio. El legislativo electo en estos comicios sería la vigésima asamblea y la primera de Nueva Gales del Sur como estado.
El Partido de la Reforma Liberal fue el más votado con un 33.55% de los votos, aunque obtuvo la segunda minoría de escaños con 37 bancas contra 42 del Partido Progresista, que obtuvo el 22.99% de los votos, más de diez puntos por detrás. La Liga Electoral Laborista, precursora del Partido Laborista, obtuvo el 18.44% de los votos y 24 escaños. El resto de los escaños fue a parar a candidatos independientes, aunque hubo algunos candidatos que se presentaron como "independientes liberales" (4 escaños), "independientes progresistas" (2 escaños), e "independientes laboristas" (4 escaños). Los independientes sin afiliación o cercanía partidaria obtuvieron 12 escaños. La participación fue del 62.84% del electorado registrado.
Tras lograr un acuerdo con los laboristas y con algunos independientes, el progresista John See logró ser reelecto como Premier de Nueva Gales del Sur.

## Resultados
|  | 33.55 % |

|  | 22.99 % |

|  | 18.44 % |

|  | 11.08 % |

|  | 8.60 % |

|  | 3.35 % |

|  | 1.83 % |

|  | 0.17 % |

|  | 99.22 % |

|  | 0.78 % |

|  | 100.00 % |

|  | 62.84 % |